# Британское Борнео

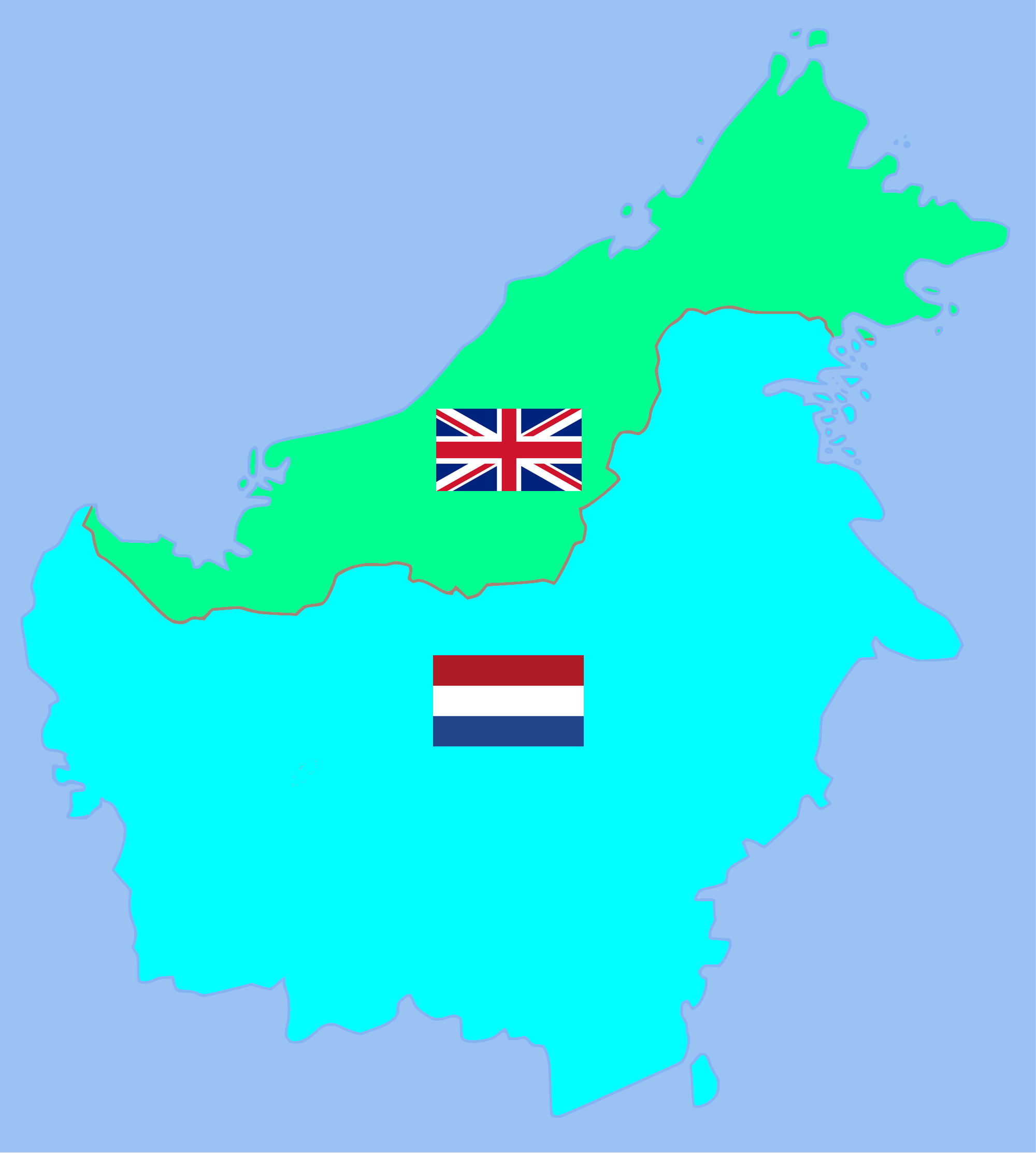

Британское Борнео объединяло четыре северные части острова Борнео, которые сейчас являются Брунеем, Лабуаном, Сабахом и Сараваком. Во время британского колониального господства до 1963 года, Саравак, Лабуан и Сабах были известны как: Королевство Саравак (1841—1946) — коронная колония Саравак (1946—1963) (сейчас Саравак), коронная колония Лабуан (1848—1946) (теперь Лабуан) и Северное Борнео (1881—1946) — коронная колония Северное Борнео (1946—1963) (теперь Сабах).

## Католические миссии
В 1687 году отец Вентимилья, театинец, по приказу папы Иннокентия ХІ начал проповедовать христианство на острове Борнео. Нет памятников этой миссии, которая не оставила никаких следов на острове, хотя миссионер заявил, что Бог благословил его труды.
Конгрегация по Евангелизации народов постановила 27 августа 1855 года возведение северной части острова Борнео в самостоятельную префектуру Северное Борнео и Лабуан и доверила это преподобному Карлосу Куартерону, испанцу. Отец Куартерон изначально был морским капитаном и обещал посвятить себя евангелизации Борнео. Он прибыл в Лабуан в 1857 году, в компании с несколькими миссионерами, которые покинули его в 1860 году. Оставшись один на острове, отец Куартерон мужественно продолжил свои труды. Наконец, видя, что изоляция сделала его бессильным, он отправился в Рим в 1879 году.

## Британская власть
Британцы получили остров Лабуан в 1846 году; в 1888 году Северное Борнео был признан протекторатом. 
Во время Второй Мировой Войны, британцы поняли свою неспособность защитить колонию от японского флота. Они разрушили аэродромы и нефтяные месторождения в Брунее, прежде чем японцы высадились 16 декабря 1941 года. Британские войска капитулировали. В 1943 году, китайское население около 50 000 человек восстало против Японии и захватило несколько городов на Борнео. В июне 1945 года Австралия направила войска для захвата Борнео. Японские войска насчитывали около 31,000 человек, и продержались до октября 1945 года, и капитулировали вскоре после капитуляции императора.

Развитие Малайзии.